# Neocoenyra ypthimoides
Neocoenyra ypthimoides är en fjärilsart som beskrevs av Butler 1893. Neocoenyra ypthimoides ingår i släktet Neocoenyra och familjen praktfjärilar. Inga underarter finns listade i Catalogue of Life.